# Đối thoại Tứ giác An ninh
Đối thoại Tứ giác An ninh (hay còn gọi là Bộ tứ Quad, Bộ tứ Kim cương, tiếng Anh: Quadrilateral Security Dialogue) là một diễn đàn chiến lược không chính thức giữa Ấn Độ, Hoa Kỳ, Nhật Bản và Úc, được duy trì bằng các hội nghị thượng đỉnh bán thường xuyên, trao đổi thông tin và diễn tập quân sự giữa các quốc gia thành viên. Diễn đàn này được Thủ tướng Abe Shinzō của Nhật Bản sáng lập vào năm 2007 với sự hỗ trợ của Phó Tổng thống Dick Cheney của Hoa Kỳ, Thủ tướng John Howard của Úc và Thủ tướng Manmohan Singh của Ấn Độ. Hiện nay bộ tứ kim cương đang mời gọi thêm 3 quốc gia bao gồm: Việt Nam, Hàn Quốc, New Zealand.